# Careproctus solidus
Careproctus solidus är en fiskart som beskrevs av Chernova, 1999. Careproctus solidus ingår i släktet Careproctus och familjen Liparidae. Inga underarter finns listade.